# Liste der Baudenkmäler in Pförring

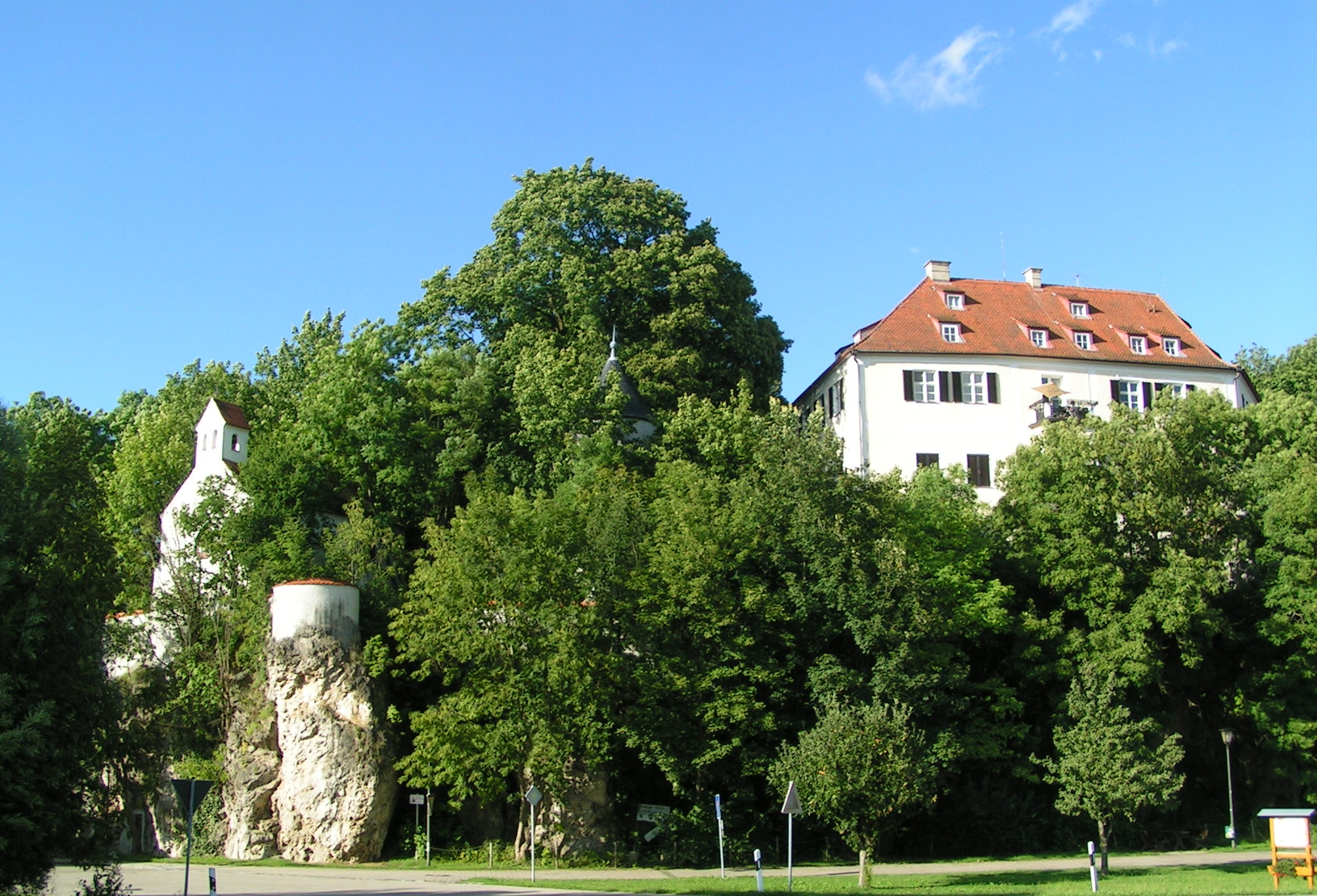
Schloss Wackerstein

Auf dieser Seite sind die Baudenkmäler in dem oberbayerischen Markt Pförring zusammengestellt. Diese Tabelle ist eine Teilliste der Liste der Baudenkmäler in Bayern. Grundlage ist die Bayerische Denkmalliste, die auf Basis des Bayerischen Denkmalschutzgesetzes vom 1. Oktober 1973 erstmals erstellt wurde und seither durch das Bayerische Landesamt für Denkmalpflege geführt wird. Die folgenden Angaben ersetzen nicht die rechtsverbindliche Auskunft der Denkmalschutzbehörde.

## Baudenkmäler nach Gemeindeteilen

### Pförring
| Lage                                                     | Objekt                                                  | Beschreibung | Akten-Nr.     | Bild                                                    |
| -------------------------------------------------------- | ------------------------------------------------------- | --- | ------------- | ------------------------------------------------------- |
| Am Gries 19 (Standort)                                   | Bauernhaus                                              | Zweigeschossiger Steildachbau, Ende 18./Anfang 19. Jahrhundert. | D-1-76-153-1  | Bauernhaus                                              |
| Am Marktgraben 5 (Standort)                              | Ehemaliger Turm der Marktbefestigung                    | im Kern wohl um 1500, im 19. Jh. erweitert und ausgebaut zum Wohngebäude, zweigeschossiger, aufragender Satteldachbau, Bruchstein und Ziegelmauerwerk, später verändert                                                                                   | D-1-76-153-52 | BW                                                      |
| Am Marktgraben 12 (Standort)                             | Ehemaliges Bauernhaus                                   | Giebelbau mit traufseitigem Flügel und großer Hofdurchfahrt, erste Hälfte 19. Jahrhundert. | D-1-76-153-2  | Ehemaliges Bauernhaus                                   |
| Kelsstraße 15 (Standort)                                 | Ehemaliger Bauernhof                                    | Wohnhaus erdgeschossig, mit Kalkplattendach und Putzbandgliederung, Ende 18./Anfang 19. Jahrhundert. | D-1-76-153-3  | Ehemaliger Bauernhof                                    |
| Kelsstraße 22 (Standort)                                 | Bauernhof                                               | Zweigeschossiges Wohnstallhaus mit Steildach und Schweifgiebel, Aufzugsluken, 18. Jahrhundert, neubarock überarbeitet, Anfang 20. Jahrhundert. | D-1-76-153-4  | Bauernhof                                               |
| Kelsstraße 32 (Standort)                                 | Bauernhaus                                              | Zweigeschossiger, langgestreckter schmaler Satteldachbau mit Steildach und Putzbandgliederung, um Mitte 19. Jahrhundert, in jüngerer Zeit erneuert. | D-1-76-153-5  | Bauernhaus                                              |
| Leonhardistraße (Standort)                               | Bauernhaus                                              | Zweigeschossiger Giebelbau mit Steildach, Segmentbogenfenstern und Putzgliederungen, um Mitte 19. Jahrhundert. | D-1-76-153-8  | BW                                                      |
| Leonhardistraße 4 (Standort)                             | Wohn- und Geschäftshaus                                 | Zweigeschossiger Steildachbau, im Kern 18./19. Jahrhundert, Putzfassade im Stil der 1920er Jahre. | D-1-76-153-7  | BW                                                      |
| Marktplatz 8 (Standort)                                  | Gasthaus                                                | Zweigeschossiges Eckhaus mit Walmdach und Bodenerker, 18. Jahrhundert. | D-1-76-153-12 | Gasthaus                                                |
| Marktplatz 10 (Standort)                                 | Gasthof                                                 | Zweigeschossiger Giebelbau mit Steildach und Fassadengliederung, Anfang 19. Jahrhundert. | D-1-76-153-13 | Gasthof                                                 |
| Marktplatz 16 (Standort)                                 | Pfarrhaus                                               | Zweigeschossiger Steildachbau mit barockem Portal, bezeichnet mit dem Jahr 1766 (nicht sichtbar). | D-1-76-153-14 | Pfarrhaus                                               |
| Marktplatz 17 (Standort)                                 | Katholische Pfarrkirche St. Leonhard                    | spätromanische Doppelturmanlage, 1180–1196, Langhaus nach Brand wiederaufgebaut 1554–57, erweitert 1711/12 und 1903 durch Johann Baptist Schott, Türme weitgehend erneuert, 1896/97; mit Ausstattung.                                                     | D-1-76-153-15 | weitere Bilder                                          |
| Marktplatz 18; Marktplatz 17; Nähe Marktplatz (Standort) | Katholische Kapelle St. Sebastian                       | Saalkirche mit Steildach, erneuert 1660, erweitert 1735; mit Ausstattung; ehemaliger Friedhof mit zum Teil mittelalterlicher Ummauerung, aufgehoben 1842; ehemalige kleine Kapelle (Seelkapelle?), wohl spätmittelalterlich, aufgehoben, 1842.            | D-1-76-153-16 | weitere Bilder                                          |
| Marktstraße 7 (Standort)                                 | Wohn- und Geschäftshaus                                 | Zweigeschossiger Steildachbau mit geschwungenem Giebel, Runderker, Zwerchhaus und Putzrahmungen, 1906/07, rückseitiger Umbau aus jüngerer Zeit. | D-1-76-153-17 | Wohn- und Geschäftshaus                                 |
| Neustädter Straße 11 (Standort)                          | Inschrifttafel                                          | Hochwassermarke 1784. | D-1-76-153-18 | Inschrifttafel                                          |
| Nibelungenstraße 5 (Standort)                            | Austragshaus                                            | Einachsig, 18. Jahrhundert. | D-1-76-153-20 | Austragshaus                                            |
| Nibelungenstraße 10 (Standort)                           | Ehemaliges Pfleggericht und Bauernhof, jetzt Arztpraxis | Barocker zweigeschossiger Wohnstallbau mit Steildach, 18. Jahrhundert; Hofeinfahrt gleichzeitig. | D-1-76-153-21 | Ehemaliges Pfleggericht und Bauernhof, jetzt Arztpraxis |
| Nähe Römergasse 2 (Standort)                             | Marktbefestigung                                        | Teile der ehemaligen Marktummauerung, nachmittelalterlich. | D-1-76-153-22 | BW                                                      |
| Römergasse 4 (Standort)                                  | Ehemaliges Zehenthaus                                   | Zweigeschossiger, langgestreckter Steildachbau, 18. Jahrhundert. | D-1-76-153-23 | BW                                                      |
| Römergasse 28 (Standort)                                 | Turm der ehemaligen Marktbefestigung                    | Im Kern 15. Jahrhundert, ausgebaut zum Wohnhaus und stark erneuert nach 2000. | D-1-76-153-24 | BW                                                      |
| Weinberg ()                                              | Ehemaliger Sommerkeller der Alter-Brauerei              | zum Gasthof Marktplatz 9 gehörig, in den Hang hineingebauter, durch einen abfallenden Zugang erschlossener Keller mit zwei tonnengewölbten, quadratischen Kellerräume aus Kalksteinmauerwerk mit Ziegelscheitel, der Zugang mit Ziegelgewölbe, um 1840/50 | D-1-76-153-49 |                                                         |

### Dötting
| Lage                                           | Objekt                                                                    | Beschreibung | Akten-Nr.     | Bild                                                                      |
| ---------------------------------------------- | ------------------------------------------------------------------------- | --- | ------------- | ------------------------------------------------------------------------- |
| Am Spitzelberg (Standort)                      | Grabkapelle und Grablege, ehemalige Familiengruft der Freiherrn zu Jordan | Zu Schloss Wackerstein gehörig, breitgelagerter Massivbau mit Flachsatteldach, erbaut 1835, benediziert 1836, auf dem Spitzelberg gelegen; mit Ausstattung. | D-1-76-153-27 | Grabkapelle und Grablege, ehemalige Familiengruft der Freiherrn zu Jordan |
| Kreuzung Kirchstraße Hartheimer Weg (Standort) | Steinkreuz                                                                | Mittelalterlich, und ehemaliges Weihwasserbecken, gleichzeitig.                                                                                             | D-1-76-153-46 | Steinkreuz                                                                |
| Kirchstraße 11 (Standort)                      | Katholische Filialkirche Heilige Dreifaltigkeit                           | Saalkirche mit Steildach und Chorturm, neu errichtet 1718, auf romanischem Vorgängerbau; mit Ausstattung.                                                   | D-1-76-153-26 | Katholische Filialkirche Heilige Dreifaltigkeit                           |

### Ettling
| Lage                            | Objekt                               | Beschreibung | Akten-Nr.     | Bild                                 |
| ------------------------------- | ------------------------------------ | --- | ------------- | ------------------------------------ |
| Nähe Burgstraße (Standort)      | Ehemalige Wasserburg Oettling        | Teile des Palas und der Ringmauern, erstmals genannt 1403, spätmittelalterlich; Teile der ehemaligen Burgkapelle St. Peter, gleichzeitig; am Kelsbach gelegen.                                      | D-1-76-153-29 | weitere Bilder                       |
| Pfarrgasse 2 (Standort)         | Katholische Filialkirche St. Andreas | Saalkirche mit Steildach, im Kern romanisch, erstmals erwähnt 1060/80, Langhaus und Chor barock erneuert, nach Westen erweitert zweite Hälfte 19. Jahrhundert, Kirchturm, 1879/80; mit Ausstattung. | D-1-76-153-28 | Katholische Filialkirche St. Andreas |
| Pförringer Straße 15 (Standort) | Bauernhaus                           | Giebelbau mit Steildach und Putzgliederung, zweite Hälfte 19. Jahrhundert; Hofummauerung. | D-1-76-153-30 | BW                                   |

### Feuchtmühle
| Lage                     | Objekt                               | Beschreibung | Akten-Nr.     | Bild |
| ------------------------ | ------------------------------------ | --- | ------------- | ---- |
| Feuchtmühle 1 (Standort) | Ehemalige Feuchtmühle (Feichtlmühle) | Dreieckige Hofanlage. Wohn- und Mühlhaus mit Mühlbachunterführung, zweigeschossiger langgestreckter Massivbau mit Steildach und Putzgliederung, 18. Jahrhundert, um 1968 aufgestockt; Hofkapelle, 1855; mit Ausstattung; wasserbauliche Anlage, Mühlkanal mit Mühlrad. | D-1-76-153-32 | BW   |

### Forchheim
| Lage                                                                          | Objekt                                                      | Beschreibung | Akten-Nr.     | Bild           |
| ----------------------------------------------------------------------------- | ----------------------------------------------------------- | --- | ------------- | -------------- |
| An der Biburg, an der Straße nach Mindelstetten (Standort)                    | Gusseiserne Figuren                                         | Ende 19. Jahrhundert, in jüngerer Zeit erneuert. | D-1-76-153-25 | BW             |
| Biburg Castrum Celeusum, etwa 850 Meter südlich in der Flur Biburg (Standort) | Gedenkstein zur Erinnerung an das römische Castell Celeusum | Steinpfeiler auf Sockel, um 1860, in jüngerer Zeit ersetzt und erneuert.                                                                                                | D-1-76-153-37 | weitere Bilder |
| Kirchberg 3 (Standort)                                                        | Katholische Filialkirche St. Margaretha                     | Romanische Chorturmanlage, Saalkirche mit Steildach, Turm mit Biforienfenstern und Treppengiebel, erweitert und erneuert im neuromanischen Stil, 1904; mit Ausstattung. | D-1-76-153-33 | weitere Bilder |
| Stefanistraße 7 (Standort)                                                    | Ehemaliges Pfarrhaus                                        | Zweigeschossiger Massivbau mit Schopfmansarddach, Putzbandgliederung und barocken Lüftungsöffnungen im Giebel, 1723.                                                    | D-1-76-153-36 | BW             |
| Stefanistraße 14 (Standort)                                                   | Bauernhof                                                   | Vierseitig umbaut. Wohnhaus, erdgeschossig, mit Krüppelwalmdach, Putzrustika und Hofdurchfahrt, Ende 18./Anfang 19. Jahrhundert.                                        | D-1-76-153-35 | BW             |
| Stefanistraße 21 (Standort)                                                   | Katholische Kapelle St. Stephan                             | Kleine Chorturmanlage, Saalkirche mit Steildach, Ende 13./Anfang 14. Jahrhundert, aufgemalte Fassadengliederung aus jüngster Zeit; frei im Feld stehend.                | D-1-76-153-34 | weitere Bilder |

### Gaden bei Pförring
| Lage                            | Objekt  | Beschreibung                                                                               | Akten-Nr.     | Bild    |
| ------------------------------- | ------- | ------------------------------------------------------------------------------------------ | ------------- | ------- |
| Nähe Mauerner Straße (Standort) | Kapelle | Kleiner Putzbau mit Steildach und Putzgliederung, Anfang 19. Jahrhundert; mit Ausstattung. | D-1-76-153-38 | Kapelle |

### Lobsing
| Lage                                                           | Objekt                             | Beschreibung | Akten-Nr.     | Bild           |
| -------------------------------------------------------------- | ---------------------------------- | --- | ------------- | -------------- |
| Nähe Hauptstraße, am Weg nach Laimerstadt (Standort)           | Marterl                            | Neobarocker Steinpfeiler mit Mutter-Kind-Gruppe, Anfang 20. Jahrhundert. | D-1-76-153-47 | BW             |
| Herzogstraße 2 (Standort)                                      | Katholische Pfarrkirche St. Martin | Chorturmanlage romanischer Gründung, Saalkirche mit Steildach, nach Brand neuerrichtet, Anfang 18. Jahrhundert, Langhaus verlängert, 1823; mit Ausstattung; Teile der Kirchhofmauer, 18./19. Jahrhundert. | D-1-76-153-39 | weitere Bilder |
| Raiffeisenstraße 2 ()                                          | Ehemaliges Handwerkerhaus          | eingeschossiges Gebäude mit Flachsatteldach in Jurabauweise, mit Kniestock, Legschiefereindeckung, 1816 (dendro.dat.), nach Süden erweitert 1838 (dendro.dat)                                             | D-1-76-153-51 |                |
| Schulstraße 1 (Standort)                                       | Ehemaliges Pfarrhaus               | Zweigeschossiger Mansardwalmdachbau mit Putzbandgliederung und Fensterfaschen, nach Plan von Vitus Haltmayr, 1767–78; angeschlossenes ehemaliges Stallgebäude mit Flachsatteldach, 18. Jahrhundert.       | D-1-76-153-40 | BW             |
| Schulstraße 3 (Standort)                                       | Wirtschaftsgebäude                 | Massivbau mit Kalkplattendach und zwei großen Toreinfahrten, erste Hälfte 19. Jahrhundert. | D-1-76-153-41 | BW             |
| Steinerner Schachen, an der Straße nach Laimerstadt (Standort) | Steinkreuz                         | Bezeichnet mit dem Jahr 1594. | D-1-76-153-42 | BW             |

### Pirkenbrunn
| Lage                    | Objekt                            | Beschreibung                                                                                         | Akten-Nr.     | Bild                              |
| ----------------------- | --------------------------------- | --- | ------------- | --------------------------------- |
| Dorfstraße 3 (Standort) | Katholische Ortskapelle St. Maria | Saalkirche mit Steildach und Chorflankenturm, errichtet 1759, Umbau 1870 und Anfang 20. Jahrhundert. | D-1-76-153-43 | Katholische Ortskapelle St. Maria |

### Wackerstein
| Lage                        | Objekt              | Beschreibung | Akten-Nr.     | Bild           |
| --------------------------- | ------------------- | --- | ------------- | -------------- |
| Am Schloßberg 23 (Standort) | Schloss Wackerstein | Hakenförmige Zweiflügelanlage. Zweigeschossiger Walmdachbau, im Kern mittelalterlich, Ausbau im 16./17. Jahrhundert, umgestaltet, Ende 18. Jahrhundert/Anfang 19. Jahrhundert, am Ostflügel kleiner Turm; Schlosskapelle Unserer Lieben Frau, kleiner Saalbau mit Dachreiter, im Kern mittelalterlich, umgebaut, 1781, profaniert; Ringmauern, mittelalterlich; Ringmauerturm. | D-1-76-153-44 | weitere Bilder |

### Würzmühle
| Lage                        | Objekt      | Beschreibung     | Akten-Nr.     | Bild |
| --------------------------- | ----------- | ---------------- | ------------- | ---- |
| Am Ettlinger Weg (Standort) | Feldkapelle | 19. Jahrhundert. | D-1-76-153-31 | BW   |

## Abgegangene Baudenkmäler
In diesem Abschnitt sind Objekte aufgeführt, die früher einmal in der Denkmalliste eingetragen waren, jetzt aber nicht mehr existieren, z. B. weil sie abgebrochen wurden. Aktennummern in diesem Abschnitt sind ehemalige, jetzt nicht mehr gültige Aktennummern.

| Lage                                         | Objekt                      | Beschreibung | Akten-Nr.     | Bild |
| -------------------------------------------- | --------------------------- | --- | ------------- | ---- |
| Pförring Kelsstraße 40 (Standort)            | Wohnhaus                    | Erdgeschossiger Giebelbau mit Steildach und Putzgliederungen, Ende 18. Jahrhundert. Offensichtlich abgerissen und durch Neubau ersetzt. | D-1-76-153-6  | BW   |
| Pförring Marktplatz 1 (Standort)             | Ackerbürgerhaus             | Traufseitbau mit Putzgliederungen, 18. Jahrhundert                                                                                      | D-1-76-153-11 | BW   |
| Pförring Marktplatz 1 (Standort)             | Bürgerhaus                  | Giebelbau, Ende 18./Anfang 19. Jahrhundert                                                                                              | D-1-76-153-9  | BW   |
| Pförring Marktplatz 1 (Standort)             | Ehemaliges Mesnerhaus       | Walmdachbau, erste Hälfte 19. Jahrhundert                                                                                               | D-1-76-153-10 | BW   |
| Pförring Nibelungenstraße 1 (Standort)       | Ehemaliges Benefiziatenhaus | Zweigeschossiger Giebelbau mit Steildach, Mitte 19. Jahrhundert                                                                         | D-1-76-153-19 | BW   |
| Wackerstein Vohburger Straße 37 a (Standort) | Bauernhaus                  | Langgestreckter erdgeschossiger Wohnstallbau, Giebel mit Putzgliederungen, erste Hälfte 19. Jahrhundert                                 | D-1-76-153-45 | BW   |